# Crotalaria cabui
Crotalaria cabui là một loài thực vật có hoa trong họ Đậu. Loài này được R.Wilczek miêu tả khoa học đầu tiên.